# Khodjali (raion)
Khodjali, ou Xocalı selon la graphie azérie (en azéri : Xocalı rayonu), est un raion d'Azerbaïdjan, dont le chef-lieu est Khodjali. Il fait partie de la région économique du Karabagh.

## Histoire
Le raion est créé en 1923 sous le nom d'Askeran au sein de l'oblast autonome du Haut-Karabagh. Lors de la dissolution de ce dernier le 26 novembre 1991, le raïon prend le nom de Khodjali. Après la guerre du Haut-Karabagh, il est intégré dans la région d'Askeran de la république du Haut-Karabagh.
Le 7 novembre 2020, le président azerbaïdjanais Ilham Aliyev, lors du deuxième conflit armé du Haut-Karabagh, annonce la prise des villages de Karabulak et Mochkhmaat de la région de Khodjali par l'armée azerbaïdjanaise. Le 9 novembre, il annonce également la prise des villages de Demirtchiler, Tchanakhtchi, Madatkend et Signah. Conformément à l'accord de cessez-le-feu signé le lendemain, l'Azerbaïdjan conserve les positions acquises au cours des combats.

## Sites et monuments
Le raïon abrite notamment la forteresse d'Askeran.